# Niksy

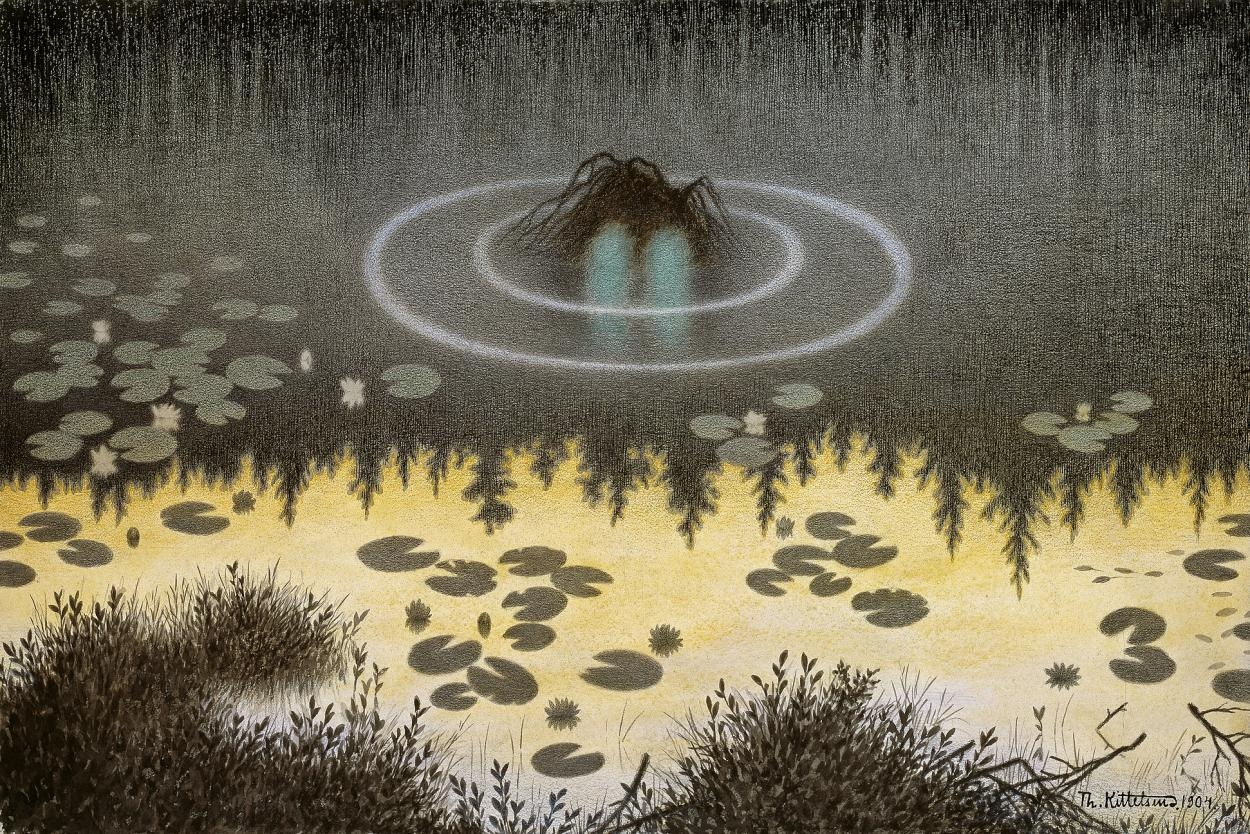
Niksa – obraz Theodora Kittelsena (1904)

Niksy – w mitologii germańskiej demony wodne ukazujące się w postaci ludzkiej (jako piękne dziewczęta) lub półzwierzęcej (panna z rybim ogonem), których kuszący śpiew miał zwabiać młodzieńców w głębiny. Bywały też niksy występujące jako małe brzydkie stwory lub długobrodzi starcy o zielonych włosach, którzy również mieli topić ludzi. Wierzono, iż mają dar przepowiadania przyszłości. Niksy były złe i wykonywały taniec śmierci.